# Safiatou Diallo
Pour les articles homonymes, voir Diallo.
Safiatou Diallo, est une femme politique guinéen. 
De 2022 à 2024, elle est ministre de l’Environnement et du Développement Durable au sein du gouvernement dirigé par Bernard Goumou.

## Parcours professionnel
Avant d'être ministre, Safiatou Diallo est la secrétaire générale du Ministère de l'Environnement et du Développement Durable.
Elle accède par décret le 18 novembre 2022, à la fonction de Ministre de l’Environnement et du Développement Durable, en remplacement de Louopou Lamah.